# Asteromassaria
Asteromassaria — рід грибів родини Pleomassariaceae. Назва вперше опублікована 1917 року.

## Класифікація
До роду Asteromassaria відносять 12 видів:
- Asteromassaria alni
- Asteromassaria berberidicola
- Asteromassaria daphnes
- Asteromassaria distincta
- Asteromassaria macroconidica
- Asteromassaria macrospora
- Asteromassaria minor
- Asteromassaria olivaceohirta
- Asteromassaria pulchra
- Asteromassaria seriata
- Asteromassaria tetraspora
- Asteromassaria verruculosa